# Chalandrítsa
Chalandrítsa (grec moderne : Χαλανδρίτσα) est un village du Péloponnèse, district régional d'Achaïe, en Grèce-Occidentale.
Il fait partie, depuis la réforme de l'administration locale de 2011, de la municipalité d'Érymanthe. Selon le recensement de 2011, la population du village compte 913 habitants

## Géographie
La ville est située dans les collines au nord de la rivière Píros (en) à 17 km au sud de Patras. Chalandrítsa est au bord d'une faille sismique, qui a provoqué un petit tremblement de terre en février 2008.

## Histoire
Peuplée depuis le Paléolithique des vestiges d'un habitat préhistorique y ont été découverts. Les maisons étaient situées sur le bord de la colline et il est supposé qu'il y avait un bâtiment public ou un temple au centre. De même un cimetière mycénien a été trouvé à proximité. Ont été aussi exhumés des poteries et outils de pierre datant du XIe siècle av. J.-C.
Au XIIIe-XIVe siècle, elle constitue une des baronnies de la principauté d'Achaïe, ayant été donnée en fief vers 1206 à un membre de la famille de Dramelay, puis est achetée par Martin Zaccaria.
Pendant la guerre d'indépendance grecque, elle est brûlée par une troupe de 2 000 Turcs (26 février 1822). En juillet 1943, en représailles à une attaque partisane l'armée italienne d'occupation tire sur la ville. Enfin, lors de la guerre civile grecque en 1948, elle est le théâtre de violents combats entre les forces gouvernementales et les rebelles.

## Personnalité née à Chalandrítsa
- Kóstas Katsouránis, joueur de football